# 星斑鰩
星斑鰩（學名：Raja asterias），為軟骨魚綱鰩目鰩科鰩屬的一種，分布於東大西洋區，原產於地中海，但可能擴散到直布羅陀海峽、摩洛哥北部，並可能向南擴散到茅利塔尼亞海域，深度0至700公尺，體長可達75公分，棲息在近海海域，為底棲性魚類，肉食性，卵生，產卵高峰期為夏季至初秋，雌魚每年產卵量為30至100多個，幼魚可能傾向於跟隨較大的個體，生活習性不明。